# John Greaves (hudebník)
John Greaves (* 23. ledna 1950 Prestatyn, Wales) je britský baskytarista a hudební skladatel. Na baskytaru začal hrát ve svých dvanácti letech. V letech 1961-1968 studoval na Grove Park Grammar School ve Wrexhamu. V letech 1969-1976 byl členem skupiny Henry Cow. Byl rovněž členem skupin National Health a Soft Heap. Spolupracoval rovněž s Peterem Blegvadem a vydal několik sólových alb – poslední s názvem Greaves Verlaine vyšlo v roce 2008.